# Blood, Sweat & Tears 3
Blood, Sweat & Tears 3 – trzeci album studyjny zespołu Blood, Sweat & Tears, wydany w czerwcu 1970 roku w Stanach Zjednoczonych nakładem Columbia Records jako LP.
18 lipca 1970 roku album doszedł do 1. miejsca na liście Billboard 200. Wcześniej, 8 lipca zdobył w Stanach Zjednoczonych certyfikat złotej płyty.

## Album

### Historia
Blood, Sweat & Tears 3 został wydany po powrocie zespołu wiosną 1970 roku do Ameryki z kontrowersyjnej trasy koncertowej po Europie Wschodniej, zorganizowanej na zlecenie Departamentu Stanu. W konsekwencji tych występów grupa bardzo straciła na popularności wśród swoich fanów. Dodatkowo prasa rockowa skrytykowała zespół, dowodząc, iż Blood, Sweat & Tears był albo pretensjonalną grupą popową, albo zespołem jazzowym próbującym udawać zespół rockowy. Mimo to album znalazł się na krótko na szczycie listy przebojów, a singiel "Hi-De-Ho" doszedł na niej do miejsca 14..

### Muzyka
Znakiem rozpoznawczym Blood, Sweat & Tears 3 były utwory zapożyczone od innych twórców, takie jak: „Hi-De-Ho” Gerry’ego Goffina i Carole King, „He's a Runner” L. Nyro, „Fire And Rain” Jamesa Taylora, czy „40,000 Headmen” Traffic. Własnym utworem zespołu był przebój „Lucretia Mac Evil” Davida Claytona-Thomasa.

## Lista utworów
Lista i informacje według Discogs:
Side 1
| 1. | Hi-De-Ho G. Goffin – C. King            | 4:25  |
|    |                                         |       |
| 2. | The Battle S. Katz – D. Halligan        | 2:41  |
|    |                                         |       |
| 3. | Lucretia Mac Evil D. C. Thomas          | 3:00  |
|    |                                         |       |
| 4. | Lucretia's Reprise Blood, Sweat & Tears | 2:31  |
|    |                                         |       |
| 5. | Fire And Rain J. Taylor                 | 4:01  |
|    |                                         |       |
| 6. | Lonesome Suzie R. Manuel                | 4:35  |
|    |                                         |       |
|    |                                         | 21:13 |
|    |                                         |       |
Side 2
| 1. | Symphony For The Devil / Sympathy For The Devil D. Halligan – M. Jagger – K. Richards I. Emergence (a. Fanfare) II. Devil's Game (a.Labyrinth, b. Satan's Dance, c. The Demand) III. Submergence (a.Contemplation, b. Return) | 7:50  |
|    | |       |
| 2. | He's A Runner L. Nyro | 4:13  |
|    | |       |
| 3. | Somethin' Comin' On J. Cocker – C. Stainton | 4:33  |
|    | |       |
| 4. | 40,000 Headmen S. Winwood – J. Capaldi Interpolation: “Ballad” from Fifteen Hungarian Peasant Songs; I Mean You; Excerpt from Lieutenant Kije Suite; Etude For Lew And Zoloff                                                 | 4:44  |
|    | |       |
|    | | 21:20 |
|    | |       |

### Muzycy
- Fred Lipsius – saksofon altowy, fortepian, fortepian elektryczny, pozytywka, śpiew
- Jim Fielder – gitara basowa
- Bobby Colomby – perkusja, instrumenty perkusyjne, śpiew
- Steve Katz – gitara, harmonijka ustna
- David Clayton-Thomas – główny wokal
- Dick Halligan – organy, fortepian, fortepian elektryczny, klawesyn, czelesta, flet, puzon, instrumenty perkusyjne, śpiew
- Jerry Hyman – puzon, puzon basowy, flet prosty
- Chuck Winfield – trąbka, skrzydłówka
- Lew Soloff – trąbka, trąbka piccolo, skrzydłówka

### Pozostałe informacje
- Bobby Colomby, Roy Halee – produkcja
- Blood, Sweat & Tears – aranżacja
- Lee Friedlander – zdjęcie na okładce
- Fred Lombardi, Melissa Katz – inne zdjęcia

## Odbiór

### Opinie krytyków
| Oceny łączne                      | Oceny łączne |
| Publikacja                        | Ocena        |
| --------------------------------- | ------------ |
| Album of the Year                 | 60/100       |
| Recenzje                          |              |
| Publikacja                        | Ocena        |
| AllMusic                          | [ 3 ]        |
| Robert Christgau                  | C-           |
| Prog Archives                     | 3.29/5.0     |
| Rate Your Music                   | 3.28/5       |
| The New Rolling Stone Album Guide | [ 8 ]        |
| Sputnikmusic                      | 3.3/5        |

Według Williama Ruhlmanna z magazynu AllMusic zespół stanął przed „nie lada wyzwaniem” nagrywając swój trzeci album. Tym niemniej stworzył „przekonującego, choć nie tak imponującego, towarzysza swojego poprzedniego hitu”. Jednak, zdaniem autora, pretensjonalność niektórych utworów (Symphony/Sympathy for the Devil) oraz tendencja do zapożyczania bardziej znanych utworów innych artystów, zamiast tworzenia większej liczby własnych, były „znakami ostrzegawczymi na przyszłość”. 
Negatywnie ocenił album Robert Christgau dając mu ocenę C-. Śpiew Davida Claytona-Thomasa nazwał „bekaniem”, a Symphony for the Devil – „całkiem niezłą rock and rollową piosenką”, która po zakończeniu suity [Sympathy for the Devil] „okazuje się być pseudohistorycznym, tuzinkowym mętlikiem”.

### Listy tygodniowe
| Kraj              | Lista           | Pozycja |
| ----------------- | --------------- | ------- |
| Wielka Brytania   | UK Albums Chart | 14      |
| Stany Zjednoczone | Billboard 200   | 1       |

### Certyfikaty
8 lipca 1970 roku album zdobył w Stanach Zjednoczonych certyfikat złotej płyty za 0.5 miliona sprzedanych egzemplarzy.